# オーストリアのユーロ硬貨

ユーロのシンボル

オーストリアのユーロ硬貨（オーストリアのユーロこうか）では、オーストリアにおけるユーロ硬貨について記述する。
ユーロ (EUR, €) は、オーストリアを含め、欧州連合に加盟している多くの国で使われている通貨である。
ユーロ硬貨の片面はユーロ圏全域共通のデザイン、もう片面は各国の独自のデザインとなっている。各国共通の表面の詳細はユーロ硬貨を参照。2ユーロ硬貨以外の縁（へり）のデザインもまた、全域で共通である。独自デザインとされている裏面も、欧州連合を象徴する12個の星と発行年を西暦で表示することは共通である。
オーストリアのユーロ硬貨は8種類の硬貨とも異なったデザインを採用している。またオーストリアの硬貨は独自面に額面の表記があり、1、2、5セント硬貨ではドイツ語表記となっている。
| € 0.01                                    | € 0.02                                                              | € 0.05                                                                                         |
|                                           |                                                                     |                                                                                                |
| リンドウ （アルプスの花）                 | セイヨウウスユキソウ （アルプスの花、エーデルワイスとして知られる） | サクラソウ （アルプスの花）                                                                    |
| € 0.10                                    | € 0.20                                                              | € 0.50                                                                                         |
|                                           |                                                                     |                                                                                                |
| ウィーンのシュテファン大聖堂 ゴシック建築 | ベルヴェデーレ宮殿 バロック建築                                     | セセッション館（分離派会館） アール・ヌーヴォー                                                |
| € 1.00                                    | € 2.00                                                              | € 2 の縁（へり）                                                                               |
|                                           |                                                                     | € 2 硬貨の側面部には、"2 EURO"という文字と3つの星印が4回繰り返し刻印されている。星は合計12個。 |
| モーツァルト （作曲家）                   | ベルタ・フォン・ズットナー （ノーベル平和賞受賞者）                 |                                                                                                |